# Lösögonfransar

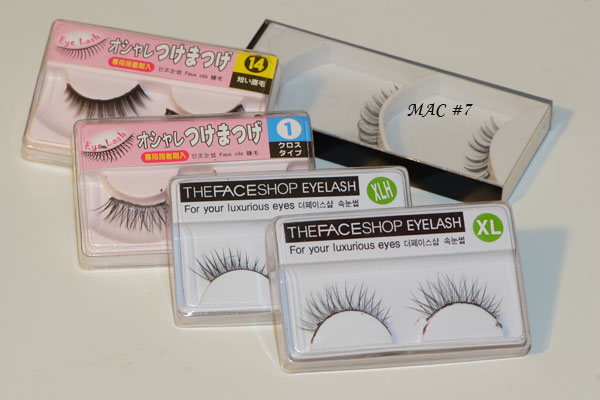
Förpackade lösögonfransar.

Lösögonfransar eller lösfransar är konstgjorda ögonfransar och nämns redan i de litterära källorna från det antika Egypten och från "det gamla Rom". Från tiden omkring 2000 f.Kr. nämns att damerna vid faraos hov använde lösfransar av avryckta flugben eller pälshår. Författaren Ovidius skriver bland annat i sin bok Ars Amandi (från omkring 100 e.Kr.) hur damerna gjorde sig fina med hjälp av lösfransar och smink. Det finns utförliga noteringar om vad man använde och hur man använde de olika kosmetiska preparaten.
År 1916 beställde producenten D.W. Griffith lösögonfransar till skådespelerskan Seena Owen i Hollywood. Under 1920-talet fanns lösa fransar för damerna vid teatern eller inom modeindustrin där mannekängerna applicerade lösa fransar på sina ögonlock för att de skulle få den beslöjade och intressanta blick som modet föreskrev. Filmindustrin som växte sig större och större under 1930-40-talen försåg alla sina huvudpersoner med lösögonfransar. 1963 bar Elizabeth Taylor Egypteninspirerad make-up i filmen Cleopatra. De flesta företag som tillverkade smink införde då både eyeliner och lösögonfransar i sina sortiment. Max Factor hade olika sorter, längre och kortare, som fästes med gummilösning i tub. Elizabeth Arden hade, liksom det svenska företaget Perplex, lösa fransar i sitt sortiment.